# Bléquin
Bléquin és un municipi francès situat al departament del Pas de Calais i a la regió dels Alts de França. L'any 2007 tenia 343 habitants.

## Demografia

### Població
El 2007 la població de fet de Bléquin era de 343 persones. Hi havia 118 famílies de les quals 24 eren unipersonals (8 homes vivint sols i 16 dones vivint soles), 41 parelles sense fills, 41 parelles amb fills i 12 famílies monoparentals amb fills.
La població ha evolucionat segons el següent gràfic:
Habitants censats

### Habitatges
El 2007 hi havia 140 habitatges, 129 eren l'habitatge principal de la família, 6 eren segones residències i 5 estaven desocupats. Tots els 139 habitatges eren cases. Dels 129 habitatges principals, 117 estaven ocupats pels seus propietaris, 8 estaven llogats i ocupats pels llogaters i 4 estaven cedits a títol gratuït; 4 tenien dues cambres, 6 en tenien tres, 29 en tenien quatre i 89 en tenien cinc o més. 107 habitatges disposaven pel capbaix d'una plaça de pàrquing. A 48 habitatges hi havia un automòbil i a 61 n'hi havia dos o més.

### Piràmide de població
La piràmide de població per edats i sexe el 2009 era:
| Homes | Edats   | Dones |
| ----- | ------- | ----- |
| 0     | 95 o +  | 0     |
| 0     | 90 a 94 | 0     |
| 0     | 85 a 89 | 4     |
| 4     | 80 a 84 | 4     |
| 4     | 75 a 79 | 24    |
| 16    | 70 a 74 | 8     |
| 4     | 65 a 69 | 12    |
| 8     | 60 a 64 | 4     |
| 0     | 55 a 59 | 0     |
| 16    | 50 a 54 | 4     |
| 12    | 45 a 49 | 16    |
| 12    | 40 a 44 | 8     |
| 8     | 35 a 39 | 8     |
| 16    | 30 a 34 | 8     |
| 16    | 25 a 29 | 20    |
| 12    | 20 a 24 | 32    |
| 12    | 15 a 19 | 8     |
| 16    | 10 a 14 | 4     |
| 8     | 5 a 9   | 20    |
| 16    | 0 a 4   | 4     |

## Economia
El 2007 la població en edat de treballar era de 196 persones, 134 eren actives i 62 eren inactives. De les 134 persones actives 122 estaven ocupades (81 homes i 41 dones) i 12 estaven aturades (4 homes i 8 dones). De les 62 persones inactives 20 estaven jubilades, 10 estaven estudiant i 32 estaven classificades com a «altres inactius».

### Ingressos
El 2009 a Bléquin hi havia 149 unitats fiscals que integraven 408,5 persones, la mediana anual d'ingressos fiscals per persona era de 14.810 €.

### Activitats econòmiques
Dels 3 establiments que hi havia el 2007, 1 era d'una empresa d'hostatgeria i restauració, 1 d'una empresa de serveis i 1 d'una empresa classificada com a «altres activitats de serveis».
L'únic servei als particulars que hi havia el 2009 era una perruqueria.
L'any 2000 a Bléquin hi havia 15 explotacions agrícoles que ocupaven un total de 570 hectàrees.

## Equipaments sanitaris i escolars
El 2009 hi havia una escola elemental.

## Poblacions més properes
El següent diagrama mostra les poblacions més properes.